# Uitgeverij Reservaat
Uitgeverij Reservaat is een kleine literaire uitgeverij, die sinds 1989 bestaat. Jaarlijks laat Reservaat één of twee uitgaven het licht zien: veelal literaire verhalen, reportages en brieven. In het algemeen verschijnen de uitgaven in een beperkte oplage.
De uitgeverij is vernoemd naar het eenmanstijdschrift Boontje's Reservaat van schrijver Louis Paul Boon. De eerste uitgave was Nu is hij er niet meer, in memoriam Louis Paul Boon.

## Fonds
In het fonds van Uitgeverij Reservaat zijn titels opgenomen van onder anderen:
- Nicolaas Beets
- Louis Paul Boon
- Lodewijk van Deyssel
- J.P. Hasebroek
- F.B. Hotz
- Gerrit Krol
- Carel Jan Schneider (F. Springer)
- P.F. Thomése
- Bob den Uyl
- Hans Vervoort
- L.H. Wiener
- Tommy Wieringa